# アイワ
アイワ（aiwa）は、オーディオ・ビジュアル（AV）機器をはじめとする家電機器のブランドである。2代目法人は十和田オーディオの子会社である。グローバル事業本部を有するAIWA Electronics Internationalの本社所在地は台北市。
歴史上の源流となる初代法人の創立から現在の2代目法人への事業継承までは、複雑な変遷をたどっており、本項ではこれらを時系列で解説する。
初代法人の倒産後、別の米国企業による製品展開が一時行われたほか、日本では2017年から2023年まで資本系列の異なる複数企業がブランドを共有していたが、2024年現在は「アイワマーケティングジャパン株式会社」が商品展開をしている。

## 社歴
アイワ株式会社（英: AIWA CO., LTD.・初代）は、かつて同ブランドのオーディオ機器を製造していた企業（後述）。1969年（昭和44年）に業績不振によりソニー（現・ソニーグループ）のグループ会社となった。再度の業績不振で2002年（平成14年）12月1日にソニーに吸収合併され、アイワはソニーの1ブランドとなり、2008年（平成20年）に終息した。
2015年にアメリカでアイワブランドが復活（後述）。2017年4月11日に北米・南米以外のほぼ全世界でアイワの商標使用権を取得した十和田オーディオが日本で新たにアイワ株式会社（英: AIWA CO., LTD.・2代目）を設立し、同年12月にCDラジカセ等を発売。
2019年1月現在はCDラジカセ・CDラジオデジタルレコーダー・液晶テレビ・短波ラジオ（ワールドバンドレシーバー）などを販売し、今後もBluetoothスピーカーの発売ほか、順次ラインナップを拡大。
「アイワ」の語はアラビア語エジプト方言で"yes"（はい）の意味で、エジプトなど中東一部地域でソニーよりも知名度が高い。中国語では「爱华」や「愛華」と表記する。中国を愛するの意味も含み、ヘッドホンステレオなどが中国大陸で人気が高かった。
安価でありながら基本性能を抑えた堅実なものづくりで、学生や低所得層に人気があり、アジアで市場占有率が高かった。2008年にブランドは終息するが、2015年から一部海外で、2017年から国内を中心として、段階的に復活している。詳細は副節#ブランド復活・#年表などを参照。

## 社史

### アイワ株式会社（初代法人）

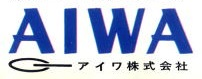
マイクマーク付ロゴ（1968年頃）

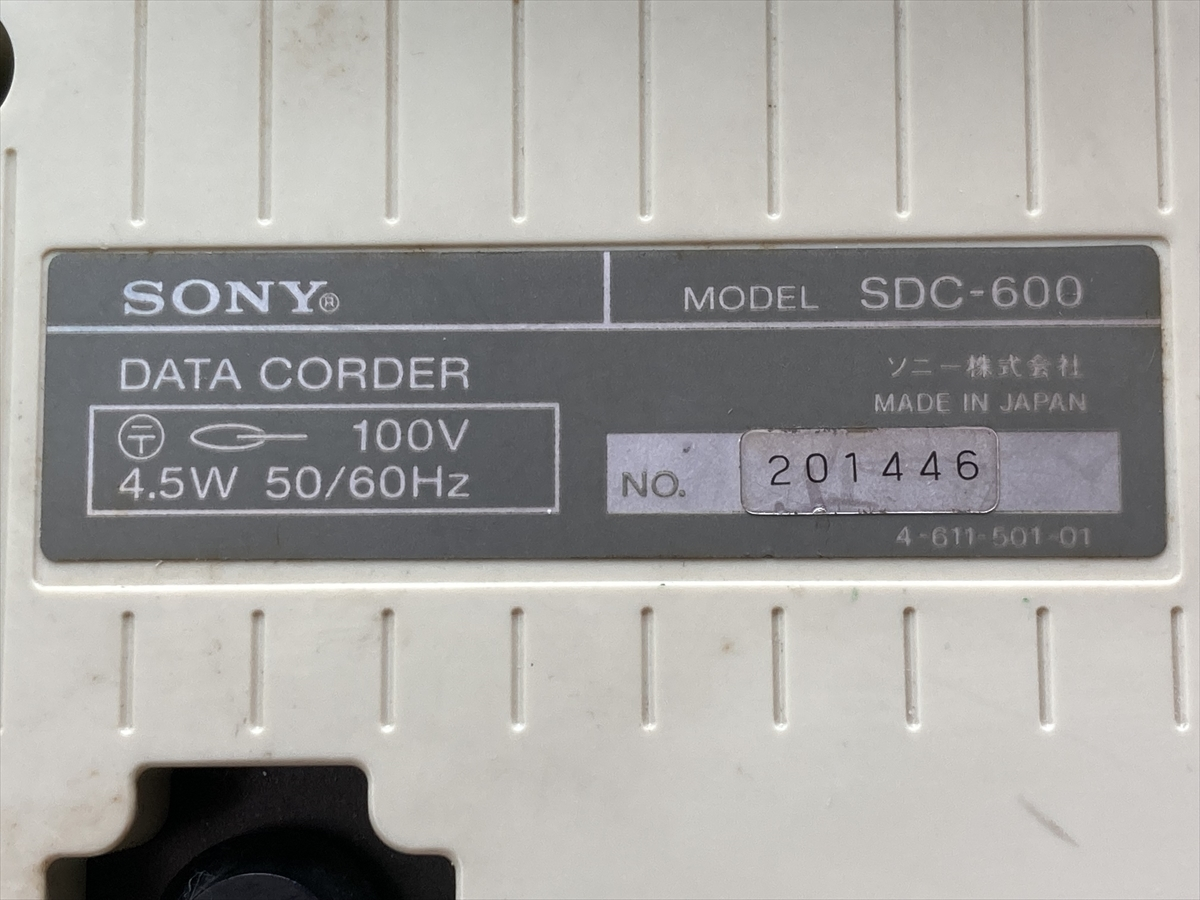
SDC-600（SONYデータコーダ）OEMモデルに付されたマイクマーク（1986年製）

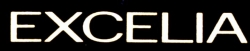
エクセリア（1987年 - 1991年）

1951年に愛興電気産業株式会社（あいこうでんきさんぎょう）として創立。「愛興」の意味は、創業者の池尻光夫（いけじりみつお）が、会社を興す以前から愛知県でマイクロフォンの製造を行っていたため、そこから「愛知県で興した事業」という意味をもつ社名にした。創業時より、愛興の「愛」を丸で囲んだマークを使用しており、そのマークを「愛輪（あいわ）」と呼んでいた事がブランド名の由来になり、その後1959年にブランド名のアイワを社名とした。ブランド名の「アイワ」には「愛と和（ラブ・アンド・ハーモニー）」の心で品質の優れた使いやすい商品を世界の人々に提供したいとの意味が込められている。その他のブランドとしてピュアオーディオ向けの「EXCELIA（エクセリア）」（1987年 - 1990年）とゼネラルオーディオ向けの「STRASSER（シュトラッサー）」（1988年 - 1991年）を展開していた。
1966年に日本初の国産コンパクトカセットレコーダ（TP-707P）を発売。高級オーディオも製造し、ヴェロシティマイクロホンなどはNHKに用いられた。BTS1級のDM68、国会で用いられたDM99等名機を生んだ。尤も、1991年9月に発売された最高級カセットデッキのXK-S9000は音質面でも優れ、ダイレクトドライブ（DD）式モーターを全く使用せず、キャプスタン専用・再生専用・早送り/巻戻し専用にそれぞれ独立したDCモーターを3基搭載し、0.018%という低ワウ・フラッターを達成した超高性能機種故に2020年代の今日でもかなり評価が高く、中古市場でも完動品、ジャンク品に関係なくかなり高い相場で取引されている。ドルビーC（1981年）およびドルビーS（1991年）といった各種次世代ドルビーノイズリダクションシステムやドルビーHX PRO（1982年）といった録音専用アクティブサーボバイアスシステムも世界で初めて搭載された。
1980年代にヘッドホンステレオ「カセットボーイ」を発売し、当時のミニ独立国ブームに乗って「カセットボーイ共和国」なる企画も展開した。カセットボーイシリーズはAMラジオ・FMラジオ・TV音声チューナー付きや、タイマー録音も出来るハイスペック機種や、ゴールドモデルを発売するなど、他社との差別化を図った。
ヘッドホンステレオはケンウッド（現・JVCケンウッド）、日本電気（NEC）、A&D（旧・赤井電機）、日立製作所に一部OEM供給された。一時は船井電機（2024年10月24日経営破綻）よりOEM供給を受け、ホームベーカリー「パン工場AHB-15」など、調理家電も販売した。
コンシューマー向けDATデッキを日本で初めて発売した。デッキはEXCELIAブランド、ポータブル及びミニコンポサイズデッキはSTRASSERブランドで販売した。ポータブルDATのHD-S1はSCMS規格対応、ベータ方式のAVimaxのビデオデッキ製造も参入した。オーディオメーカーとして音質の高さをアピールし、TVチューナー分離型などユニークな商品も発売した。ソニーブランドのベータデッキも宇都宮事業所で製造を請け負った。
当時のアイワ製品は全般的に低廉良価・高品質な製品が多く、一定数存在する「アンチ大手メーカー」ユーザーを取り込む事にも成功した。
アマチュア無線を用いたパソコン通信の一種であるパケット通信用インターフェース「APX-25」、ターミナルノードコントローラの製造販売にも参入し、後に販売される通信用モデム市場を築いた。1990年代にはニフティサーブやPC-VANに代表されるパソコン通信が流行、それに伴い通信用モデムの需要が増し、オムロンやサン電子と激しくシェアを争った。1995年にMicrosoft Windows 95が発売され、インターネット接続が簡単に行える環境が整い、モデム事業が活況を迎えた。
この頃から、他社よりも安くコストパフォーマンスの良いミニコンポやテレビデオを大量に海外生産し、大手家電量販店にて大量販売しアイワは売上を伸ばした。ラインナップ拡充の為、車載可能な「10型ブラウン管テレビデオ」に関しては、当時ホームセンター販売が主流だったオリオン電機から調達して販売した。
1992年にAMステレオ放送が開始されると、ソニーとともに積極的にAMステレオ対応機種を発売したが、実際はソニーよりも膨大な数のAMステレオ対応機を発売した。AMステレオ対応ポケッタブルラジオCR-D60は一時期販売店で品薄が続き、「伊集院光のオールナイトニッポン」でリスナーからCR-D60及び他社のAMステレオ対応ポケッタブルラジオの在庫状況を知らせるなどのコーナーがあった。ミニコンポ、ラジカセのほかに上記カセットボーイシリーズもAMステレオ対応機種を発売した。
1990年代前半はオーディオ市場をリードし安泰に乗り切った様に見えたが、後半は新市場の創造創出が出来ず、時流に乗り遅れ始め先行きは陰りを見せ始めた。2000年に入り、デジタル・IT化の流れが急速に押し寄せ、アナログ商品主体だったアイワ単独の生き残り策は描ききれなかった上に、親会社ソニーの不振が決定打となり、ソニーとの合併に至った。当時のアイワ経営幹部は「最新のデジタル関連の技術がわかる技術者がたった10人程度しかいなかった」と苦渋の決断を経済誌に語った。

#### 歴代社長
- 1946年 - 1951年 - 池尻光夫（愛興電機産業社）
- 1951年 - 1969年 - 池尻光夫（愛興電機産業株式会社）
- 1969年9月 - 1981年2月 - 三辺祐介（ソニー出身）
- 1981年2月 - 1987年2月 - 中島平太郎（ソニー出身）
- 1987年2月 - 1990年2月 - 吉田進（ソニー出身）
- 1990年2月 - 1996年6月 - 卯木肇（ソニー出身）
- 1996年6月 - 2000年11月 - 石垣良夫（ソニー出身）
- 2000年11月 - 2001年1月 - 大曽根幸三（ソニー出身）
- 2001年1月 - 法人格消滅 - 森本昌義（ソニー出身）

#### 国内生産・開発拠点及び主要組立サプライヤー
- アイワ岩手株式会社（岩手県紫波郡矢巾町又兵ヱ新田5-15-28）
- アイワ花泉株式会社（岩手県西磐井郡花泉町金沢上寺袋55）
- アイワ秋田株式会社（秋田県仙北郡仙北町横堀字佐野92）
- ポローニア株式会社（岩手県紫波郡矢巾町南矢幅7-96）
- 宇都宮事業所（栃木県宇都宮市徳次郎町2620）
- 川口センター（埼玉県川口市飯塚一丁目12-18）
- テクノロジーセンター（栃木県宇都宮市上戸祭4-1-11）
- テクノコア浦和（埼玉県浦和市針ヶ谷4-2-20）
- 宇都宮ロジスティックスセンター（栃木県河内郡上河内村大字高松字宮の下223）
- 東亜電機
- タタラ音工
- 安住電機
- 東邦電子

### 合併後
ソニーとの合併後、アイワのブランドは一時的にソニーマーケティング株式会社が扱った。日本国内では低価格のCDラジオ、ラジオ、ラジオカセットレコーダーなどが主力商品であった。特にラジカセとテレビデオはスーパーマーケットやショッピングモールなどの店舗や売り場の前で使用する商品PR用に大量に使用された（合併前も同様）。
デジタルオーディオプレーヤーでは、ソニー／ウォークマンブランドと異なり、MP3のみ対応のプレーヤーも発売していた。MP3CDプレーヤー「XP-ZV1」及びヘッドホン型メモリープレーヤー「AZ-FS256」が発売中止に追い込まれ、「HZ-WS2000」および「HZ-DS2000」がHDDを小容量のものに変更して発売されるなど、製品トラブルにも見舞われていた。
ソニーのブランドとなった際、ロゴマークが改められた。基本的にソニーのロゴマークは併記されていないが、付属品のACアダプターなどには、ソニーのロゴが入っていた事例があった。

### 事業の終息
2005年1月21日に発売されたダブルカセットCDシステム「CSD-W330」を最後に新製品の開発は終了。ただし設計はソニーに引き継がれ、2008年2月にソニーブランドとして発売されたダブルカセットCDシステム「CFD-W77」は、前述の「CSD-W330」と一部のデザインを除いてほぼ同一である。
日本国外においては2007年頃よりアイワブランド製品の販売を順次終了。各国のアイワウェブサイトは製品紹介のページが閉鎖され、サービス告知のみとなった。
日本は2008年春に製品の出荷を終了して5月14日にソニーが正式にアイワブランドの終息を発表した。ただしアイワ時代からのアフターサービスは今後も行う。

### ブランド復活
アメリカではMarkThomannが運営するシカゴのブランド買収会社、Dormitus Brands社が2015年2月にアメリカでの商標権を取得。同社から商標権を受けた同じくシカゴに本拠を置く一般消費者向けハードウェアスタートアップ企業、Hale Devices社が同年4月より本格的に製品展開を開始した。
日本は、2017年2月に十和田オーディオが北米・南米以外のほぼ全世界で「アイワ」ブランド商標権をソニーから取得し、同年4月に子会社としてアイワ株式会社を設立した。取締役の中村和臣氏は旧アイワ出身、同社出身で音質に詳しいベテラン技術者も在籍する。
アイワのグローバル展開においては、本社となるAIWA Electronics International社を台湾に設立。従来通りのオーディオやAndroid搭載4K液晶テレビ、エアコン・洗濯機・冷蔵庫・掃除機・炊飯器など初代法人では実現できなかった白物家電を発売する。世界100か国以上でビジネスパートナーシップを結び、2021年冬期に世界規模でOLEDスマートテレビの発売を予定している。
日本の販売は角田無線電機の全額出資によるアイワ・ジャパンマーケティング株式会社 （→アイワジャパン株式会社→現・株式会社KINUJO JAPAN）が担当していた。2017年12月の製品発売後、順次ラインナップを拡大しビックカメラグループオリジナルモデルも販売した。なお、2009年以前に製造されたアイワ製品に関するサポートは、引き続きソニーが担当する。法人登録としては十和田オーディオが上位組織となっているが、販売ルートを始め組織所在地や出資元が角田無線となっており、実質、角田無線（ビックカメラグループとも受け取れる）の傘下。また、オーディオメーカーとしてのアイワではなく、販売品目も大部分がTECSUNを始めとする東南アジアで製造流通している製品を輸入販売するジェネリック家電商社となっていた。
その後、2022年にテクミラホールディングス株式会社傘下のJENESISが「aiwaデジタル」ブランドでスマートフォン等の製造・販売を開始し、2023年06月には十和田オーディオ傘下のアイワ株式会社との合弁で「アイワマーケティングジャパン株式会社」(株主比率：JENESIS:90%、アイワ株式会社:10%)を設立して家電製品全般への進出を発表。2024年にはAV商品に関してもライセンスをアイワ株式会社から取得。
一方で2023年5月に、角田無線電機系列であるアイワジャパン株式会社が同グループの株式会社KINUJO JAPANに吸収合併され、合併後も液晶テレビやCDラジカセなどの製品の販売は一年ほど継続されていた。しかし、2024年8月現在、アイワマーケティングジャパンにAV関連のライセンスが移行しKINUJO JAPAN(旧アイワジャパン)の商品領域だったラジカセやポケットラジオなどが「aiwa audio -G」シリーズで発表（一部商品は「株式会社とうしょう」がアイワマーケティングジャパンから公式ライセンスを受け、aiwaブランドでシリーズの一部商品を開発・製品サポート）された事や、アイワ株式会社の「aiwaブランドライセンス商品サポートページ」にてKINUJO JAPAN(旧アイワジャパン)の商品展開が終了している旨の表記がされており、KINUJO JAPAN(旧アイワジャパン)のSNSアカウントの投稿更新が一年以上停止中であることを含め、アイワマーケティングジャパン株式会社と入れ替わる形で実質的に商品展開を終了している。

### 類似名称の会社

#### AIWA CORPORATION（米国・シカゴ）
プレスリリースにてAIWA CORPORATION（米国・シカゴ）は「アイワ株式会社（日本・東京）およびアイワジャパン株式会社（日本、東京）、AIWA Electronics International Co., Ltd.（台湾・台北）とは一切関係がない」と発表している。
2020年9月、日本のアイワ株式会社とアメリカのAIWA CORPORATIONが経営統合することを発表。これにより、2つの異なる「AIWA」が併存する状況は解消された。

## 年表

### アイワ（初代）→ソニー
- 1946年（昭和21年）- 愛興電機産業社設立。マイクロホンの製造販売を開始。AIKO（アイコー）ブランドを使用。
- 1948年（昭和23年）- 愛興電気株式会社発足。
- 1951年（昭和26年）6月20日 - 愛興電機産業株式会社設立（東京都千代田区神田末広町、現在の外神田三丁目）。アイワ創立元年。
- 1952年（昭和27年）7月 - アイワ（AIWA）ブランド初のクリスタルマイクM20を販売開始。
- 1955年（昭和30年）4月 - 千代田区神田元佐久間町（現在の外神田五丁目）に本社ビル完成。
- 1956年（昭和31年）12月 - NHK放送技術研究所の技術指導工場となる。
- 1957年（昭和32年）-  NHKと共同開発した日本初の可変指向性リボンマイク「VM-15」を発売。ビクターにもOEM供給。
- 1958年（昭和33年）6月 - 株式を店頭売買市場に登録。
- 1959年（昭和34年）10月 - 商号をアイワ株式会社に変更。
- 1960年（昭和35年）
  - 7月 - 資本金を3億円に増資。
  - 10月 - 栃木県宇都宮市上戸祭町に宇都宮南工場を設立（のちのテクノロジーセンター）。
  - 11月 - 千駄木工場開設。
- 1961年（昭和36年）10月2日 - 株式を東京証券取引所市場第二部に上場。
- 1963年（昭和38年）
  - 3月 - アメリカ西部最大カラーテレビ・ステレオメーカのパッカードベル社と技術・業務提携。板橋工場を設置。
  - 12月 - 宇都宮工場でテレビの製造を開始。
- 1964年（昭和39年）
  - モノクロテレビ「19T-22」を発売。当時としては画期的なワイヤレス超音波リモコンを付属した。
  - 2月 - 日本で最初のカートリッジ式テープレコーダ「TP-707」を発売。このカートリッジは同社の独自規格であり、「マガジン50」という名称であった。
  - 6月 - 通産省の「昭和39年度輸出貢献企業認定証」を受領。
- 1965年（昭和40年）
  - 1月 - 板橋工場に電算機導入。
- 1966年（昭和41年）
  - 日本初のダイナミック型単一指向性マイク「DM-47」を発売、国鉄駅の標準機として多く販売。
  - 6月 - 日本初の国産コンパクトカセットレコーダ「TP-707P」を発売。本機種は、そのモデルナンバーからもわかるとおり、既に発売されているTP-707を改良し、蘭フィリップス社が特許を無償公開したコンパクトカセット規格に準拠した商品で、末尾のPはPHILIPSのPと考えられる。そもそもアイワ独自規格のマガジン50カセットはフィリップス開発のコンパクトカセットとサイズはほぼ同じでテープ幅の違い程度だった為、設計変更は最少に抑えることが出来、国産第1号となった。
- 1967年（昭和42年）
  - オープンリールデッキ4トラックステレオテープレコーダ「TP-1001」を発売。
  - ステレオ録音・再生が可能なコンパクトカセットレコーダ「TP-1004」を発売。
  - トランジスタテレビ「11T-05」、日本初のステレオ再生・モノラル録音カセットテープレコーダ「TP-720」を発売。
  - 2月 - 岩手県紫波郡に岩手工場（のちの岩手アイワ→アイワ岩手）を設立。
- 1968年（昭和43年）
  - 3月 - 3バンド（FM/AM/SW）受信対応としては日本初のラジオカセットレコーダ（ラジカセ）「TPR-101」を発売。ボタン配置や操作性・デザインなど、後に他社から発売されるラジカセの原型となる。
  - 4月 - 日本初の本格的なステレオカセットデッキ「TP-1009」を発売し、その後のカセットテープのハイファイ化に貢献。
- 1969年（昭和44年） 2月 - ソニー株式会社と技術・業務・資本提携。新株発行に際し、株主代表訴訟を泡沫株主が提起・棄却（ソニー=アイワ事件）。以後、ソニー出身社長が続く。
- 1970年（昭和45年）
  - 日本初のFM搭載カセットカーステレオ「TPR-2010」を発売、三菱・コルトギャラン純正指定となる。
  - FMステレオ放送が直接録音できるステレオ・カセット・レコーダ付総合アンプ「TPR-2001」を発売。
  - 「TP-1009」の後継機種となる[TP-1100」を発売する。
  - 12月 - 香港にAiwa Dransfield & Co.,Ltd. を設立。
- 1971年（昭和46年）ドイツBASF社向けに、ドイツシュマーグ社の高真円度軸キャプスタンを採用したカセットデッキをOEM供給開始。
- 1972年（昭和47年）9月 - ベイルートにAiwa Sales & Service Center 設立。
- 1973年（昭和48年）8月 - 台東区上野に本社事務所移転。
- 1974年（昭和49年）
  - 10月 - 岩手県西磐井郡花泉町にアイワ精機（のちのアイワ花泉）設立。
  - 12月 - シンガポールアトラス社に資本参加 、海外生産拠点とする（のちのアイワ・シンガポール・ローアデルタ工場）。
- 1975年（昭和50年）
  - 世界初のシンクロオペレーション採用ステレオシステム「シンクレートAS-30」を発売。
  - 5月 - 東京証券取引所市場第一部に指定。
  - 6月 - 宇都宮市徳次郎町に宇都宮北工場を設立（後の宇都宮事業所）。
- 1976年（昭和51年）
  - 世界初のダブルニードルメーター、民生用機器で初めて発信器内蔵メーター直読のバイアス微調整を採用したカセットデッキ「AD-7800」を発売。
  - 2月 - 英国にアイワ・UKを設立。
- 1977年（昭和52年）
  - 3月 - フィギアスケート世界選手権が日本で初開催され、演技に使用される曲を流すオフィシャルデッキとして「AD-7500」が選ばれる。
  - 8月 - 西ドイツにアイワ・ドイツを設立。
- 1978年（昭和53年）
  - エリザベス女王来日時に宮中晩餐会のスピーチ用に特別開発した世界初の2カプセル、アウト方式高信頼性VIPマイク「DM-99」を発表。
  - 4月 - ミニコンポーネントステレオ「マイペース5」を発売。
  - 6月 - 米国にアイワ・アメリカを設立。
- 1980年（昭和55年）
  - 5月15日 - 業界初のADMS（自動消磁装置）、およびドルビーHX、マイクログレイン・プロセシング処理クローズドループ・デュアルキャプスタンをそれぞれ採用したカセットデッキ「AD-F600」を発売。
  - 6月 - 世界最小最軽量、そして世界初となる自己録音・再生が可能なヘッドホンステレオ「カセットボーイTP-S30」を発売（吉田進の命名による）。
  - 9月 - イギリスにGwent Factory (Wales) を設立、生産開始（後のアイワ・UK・グウェント工場）。
- 1981年（昭和56年）
  - 1月16日 - 日本初のドルビーCタイプノイズリダクションシステム搭載カセッデッキ「AD-FF3・AD-FF5」を発売。
  - 6月 - 宇都宮センターにVTR専門工場設立、生産を開始。
- 1982年（昭和57年）
  - 世界初のオートリバースヘッドホンステレオ、カセットボーイ「HS-P2/F2」、および日本初のアクティブ・サーボ・バイアス（≒ドルビーHX PRO）搭載カセットデッキ「AD-FF60・AD-FF70・AD-FF90」を発売。
  - 6月 - ヘッドホンステレオの出荷が100万台を突破。
- 1983年（昭和58年）
  - 本体にひとつのスピーカーを内蔵し付属ドッキングスピーカーでステレオラジカセになる「HS-J11」、カセットサイズの付属チューナーパックを装着しラジオも聞けるドルビーNR（Bタイプ）内蔵の「HS-P6]を発売。
  - 業界初のオートNRセンサー搭載カセットデッキ「AD-FF90」、世界最小・最軽量の再生専用カセットボーイ「HS-P5」を10色展開発売。
  - 7月 - ベータハイファイビデオデッキ「AVimax」（アビマックス）を発表。
  - 8月 - シンガポールにアイワ・セールス・シンガポールを設立。
- 1984年（昭和59年）
  - ワンポイントステレオマイクを付属しメタルテープの録音再生に対応したカセットボーイ「HS-F7」を発売、再生時のみオートリバース機能、ドルビーNRに対応した。
  - のちに『バック・トゥ・ザ・フューチャー』に登場する再生専用カセットボーイ「HS-P7」を発売。メタルテープ、オートリバース、ドルビーNRに対応し、曲の頭出し機能「ミュージックセンサー」も搭載し多機能化が進む。
  - 2月 - 中島平太郎副社長が社長に就任。
  - 4月 - 埼玉県川口市に川口センター開設。
  - 12月 - アイワ独自のAFBS（Acoustic Feedback System）方式を採用したスピーカー「AFBS-1000」を発売。
- 1985年（昭和60年）
  - 世界初のフルリモコン、フルロジックのカセットボーイ「HS-P8/G8/R8/J8」を発売。
  - 世界初のオートソーティングシステム・カセットデッキ「AD-WX99」を発売。
  - 横幅33cmのミニコンポサイズVHDビデオディスクプレーヤー「LIVEMAX DV-101」（シャープ製VP-3000のOEM）を発売。
  - 3月 - RS-232Cインターフェイスを備えたデータレコーダー「DR-2」発売。
  - 4月 - 中島社長がコンパクトディスク（CD）の開発、実用化、育成の功績により科学技術庁長官賞を受賞。
  - 12月 - パソコン通信用モデム「PV2123」の製造販売を開始。
    - 12月7日に日本で公開された映画、『バック・トゥ・ザ・フューチャー』内で主人公マーティ（マイケル・J・フォックス）がカセットボーイ（国内版モデル名「HS-P7」）を使用する。
- 1986年（昭和61年）
  - 業界初のテレビ（UHF/VHF）音声多重受信対応カセットボーイ「HS-UV9」を発売。
  - プラザ合意に端を発した円高で業績が悪化。以後NICsや中国などの新興国へ生産拠点をシフト。
  - 2月 - フランスにアイワ・フランスを設立。
  - 7月 - 希望退職実施。全従業員の20%、700名を予定。
  - 11月 - 岩手工場を別会社化した「岩手アイワ株式会社」が発足（のちのアイワ岩手株式会社）。
- 1987年（昭和62年）
  - ガム型鉛充電池(電圧2V)を採用し、フルロジックメカ、ドルビーC、リモコン搭載のカセットボーイ「HS-PX10」を発売。
  - 小型で明るいモニタ付きリモコン、再生ユニットを付属した8mmカムコーダ「CV-50」を発売。
  - 1月 - 東京地区の事業所を統合し、本社を東京都台東区池之端に移転。
  - 2月 - 吉田進最高顧問が社長に就任。シンガポールに第2工場設立。（アイワ・シンガポール・ジュロンウエスト工場）当初、作業員約500名、生産額60億円でスタート。
  - 3月 - 記念すべきDAT第1号機で「EXCELIA」（エクセリア）ブランド初号機となる「EXCELIA XD-001」を発売。ソニー製DAT「DTC-1000ES」と一部仕様が異なる兄弟機。アイワ、ソニー共に、自社工場で生産された。
- 1988年（昭和63年）
  - 世界初のAMTS、世界最高水準のワウフラッター0.018%、世界初のバイアスシールド付ヘッドブロックを搭載したカセットデッキ「EXCELIA XK-009」発売。
  - 5月 - 放送局向け業務用DATを開発、納入。業務用モデム「PV-H2400/PV-H4800」を発売。
  - 8月 - 業界初、BBE搭載のミニコンポ「CDS-3300」を発売。「STRASSER」（シュトラッサー）ブランド初号機。
  - 9月 - BBE技術説明会を開催。シンガポールに第3工場設立。（アイワ・シンガポール・ジュロンイースト工場）
  - 11月 - BBE搭載ミニコンポ「DS-F1/F2/F3」を発売。DS-F2のCMを展開。CM曲は米米CLUBの「TIME STOP」、出演はデビュー前の河田純子を起用した。
- 1989年（昭和64年/平成元年）
  - シンガポール工場の生産高がアイワ全体の約43%、そこからの輸出比率が94.5%に達した。
  - 3次元CAD・CAMシステム（FRESDAM）による新感覚流面デザインを採用した高級CDラジカセ「CSD-XR90」を発売。CMはスケートボーダーがラジカセシルエットの輪郭をなぞり滑るもの。曲はZABADAKの「LET THERE BE LIGHT」。
  - 重低音回路SuperTurboSonic、質感プロセッサーBBE搭載ニューシステムコンポ「STRASSER NS-T160」を発売。機能、デザイン、サイズ感はミニコンポ市場で既に爆発的人気を得ていたヤマハ製ミニコンポ「Tiffany AST-C25」を意識した対抗モデルであった。
  - 3月 - 英国グウェント工場拡張工事が完成。香港にアイワ・インターナショナルを設立。
  - 4月 - 宇都宮南工場をテクノロジーセンターに改修。
  - 8月 - 秋田県仙北郡にサウンド秋田株式会社を設立。
  - 10月 - 世界最小・最軽量、世界初、アダプター方式（オプション）で静止画記録もできるポータブルDAT「HD-X1」発売。
- 1990年（平成2年）
  - 5,000台限定発売、高音質・高機能フル装備ゴールド仕上げのカセットボーイ発売10周年記念モデル「HS-EX50」を発売。
  - 「迷ったら、丈夫なヤツを買いなさい。」と銘打ちスリム&タフネスカセットボーイ「HS-PL55」（6色展開）を発売。新開発1.0μナローギャップHXヘッドを採用。CM出演は設楽りさ子、ナレーションは元NHKアナウンサーの鈴木健二、曲はAMAZONSの「ジャニスの夢」。HS-PL55片手に音楽を聴きながらロデオマシンに乗った設楽りさ子が振り落とされるシーンが印象的であった。
  - インナーイヤー型として世界初のバーチカル方式を採用したヘッドホン「HP-J7」を発売。
  - 2月 - 台湾にアイワ・台湾を設立。
  - 5月 - アラブ首長国連邦にアイワ・ガルフを設立。
  - 6月 - 卯木肇副社長が社長に就任。業界初のSCMS方式を用いた世界最小・最軽量ポータブルDAT「HD-S1」を発売。世界初のカラー動画記録が出来るDATビデオストレージシステムを開発。
- 1991年（平成3年）
  - 翌1992年に本放送開始されるAMステレオ放送受信に対応した、ポケッタブルラジオ「CR-D60」、CDラジカセ[CSD-SR80」を発売。
  - 世界初のデジタルBBE搭載 DSPプリアンプ「DSP-C100」を発売。
  - 世界初、3色電池残量表示・自動音漏れ低減機構を搭載し、新開発OZM-4メカを採用したカセットボーイ「HS-PL77」を発売。
  - 世界初、カセットボーイ史上最高級の再生専用機。チタンキャビネット、スペアナ表示対応の大型マルチディスプレイ、アモルファスHXヘッド、AIサウンドガード、ミュージックセンサー、BBEなど当時のアイワの技術を詰め込んだ「HS-PX1000」を標準価格40,000円で発売。
  - 一体型ミニコンポ「XG-880」を標準価格68,000円で市場投入。既に人気機種であった「NS-T160」をベースに価格を抑えたモデル。
  - 14型トリニトロンブラウン管を採用し、VHSビデオデッキを内蔵したテレビデオ「VX-T14S」を発売。
  - 7月 - 創立40周年を記念してロゴを「AIWA」から「aiwa」に変更。これに伴い「STRASSER」ブランドおよび「EXCELIA」ブランドがそれぞれ廃止。新ロゴ第1号機はチューナー付再生タイプカセットボーイHS-RL75。
  - カセットボーイシリーズを再編、PS/PX/RS/RX/JS/JXの基本構成になりその他のシリーズは廃止される。（ワイヤレスタイプはHS-WR25、チューナー無し録再タイプはHS-F900、ラジカルシェルはHS-RDシリーズにてラインナップから消滅）
  - 9月1日 - 日本初のドルビーSタイプノイズリダクションシステムを搭載した最高級カセットデッキ「XK-S9000」、およびその廉価版（普及版）に当たる高級カセットデッキ「XK-S7000」を発売。両機種共に世界初のドルビーSを筆頭に安定したデッキ構成、電源トランスを本体の側面に装着、新品生テープに消去ヘッドを通さないBTOR（Blank Tape Optimized Recording）システム、ストレスフリー6N-OFC巻線12層ラミネート・ピュアアモルファスヘッド、センダスト消去ヘッド、そしてCD・DAT・BS等の各種デジタルソースからデジタルのままダイレクトに接続し、高純度なデジタルソースからのアナログ録音に対応するリアル18ビット・リニア・デュアルD/Aコンバーターなどを網羅。
  - 10月 - マレーシアのジョホール州にマレーシア工場を開設。
  - 11月 - 埼玉県浦和市にテクノコア浦和を開設。高性能ミニコンポ「XG-330」を発売、標準価格56,000円の戦略的な販売価格で同社のシェア・売上を押し上げた。
- 1992年（平成4年） 
  - - 新興国への生産拠点シフトを加速。現地法人を相次いで設立。
  - 4月 - 米国のコア・インターナショナル社に資本参加。
- 1993年（平成5年）
  - 生活家電分野に参入、空気清浄機「ACL-M1」を発売。
  - 世界初のCD-G対応ポータブルCDプレーヤー「XP-80G」を発売。
  - 2月 - アイワ・ガルフの新社屋及び物流センターが完成。
  - 3月 - パナマにアイワ・ラテンアメリカ（パナマ）を設立。
  - 4月 - アイワ・シンガポール社の3工場がISO-9001同時取得。
  - 6月 - 米国のコア・インターナショナル社を取得。
  - 7月 - 東京都中野区に中野事業所を開設。
  - 10月 - 宇都宮ロジステックセンターを開設。
  - 11月 - 吉田名誉会長が勲三等瑞宝章を受章。アイワ・UK・グウェント工場がISO-9002取得。
  - 12月 - アイワ・マレーシア工場がISO-9002取得。米国カリフォルニア州にアイワ・リサーチ＆デベロップメント社設立。
- 1994年（平成6年）
  - 4月 - アイワ岩手ISO-9002取得。マレーシア工場の拡張工事完成。
  - 8月 - サウンド秋田株式会社をアイワ秋田株式会社に社名変更。
  - 9月 - アイワ宇都宮工場ISO-9002取得。
  - 10月 - アイワ初のPC/AT互換デスクトップPC「infortaiment PC-MT466」を発売。アイワ・UKがISO-9002取得。
  - 11月 - アイワ・シンガポール社創立20周年式典を開催。
  - 12月 - 東洋経済賞 カンパニー・オブ・ザ・イヤーを受賞。水道工事不要のトイレ温水洗浄器アクアレット「WT-L1」を発売。
- 1995年（平成7年）
  - アイワ初の充電電動歯ブラシ「HA-C10」発売。
  - アイワ初のDDIポケット向けPHS携帯電話機「PT-H50」発売。最新機能を装備し、当時最強PHSと言われていた。
  - 新メカニズムを採用した世界最小・最軽量のポータブルDAT「HD-S200」を発売。
  - 6月 - アイワUKウェールズ・マニュファクチュアリング・センターを開設、グウェント工場から移転。
  - 7月 - 日本国内市場向け「コンテナ配送」方式を開始し、海外工場から直接大型量販店に商品納入。
  - 10月 - オランダにアイワ・ネダーランド開設。
- 1996年（平成8年）
  - 業界最小ポータブルMDレコーダー「AM-F3」を発売。
  - 洋式トイレ用脱臭機クリアレット「WK-A1」を発売。
  - カビの胞子やバクテリアなどを捕らえて消却除去する防カビ器ミクロクリア「KS-100」を発売。
  - 4月 - アイワ・インドネシアを開設。
  - 6月 - チャールズ3世（当時皇太子）を迎えてアイワUKウェールズ工場開所式を開催。
  - 9月 - アイワ・シンガポール社3拠点が国際環境規格ISO-14001同時取得。
  - 11月 - 5分急速充電、前後9曲30倍速高速サーチ、充電池/乾電池併用で約45時間連続再生可能なカセットボーイHS-PX750を発売。(アイワ創立45周年記念モデル)
  - 製造番号が (S123456789) から (S0xx-) 表記になる。
- 1997年（平成9年） 
  - 1月 - アイワ岩手がISO 14001を取得。
  - 6月 - 公式ウェブサイトを開設。アイワ・UK・ウェールズマニュファクチュアリングセンターISO-14001取得。
  - 11月- PHSや携帯電話の着信を電子音でお知らせする「ピッチ携帯番」を搭載したヘッドホンステレオ「HS-PX580」を発売。
  - 12月 - 霧を使って空気を浄化する、水フィルター方式空気清浄機「ACL-W1」を発売。
- 1998年（平成10年）
  - ミニコンポ30%、CDラジカセ32%、ヘッドホンステレオ34%とシェアトップとなる。
  - 8月 - アイワ・ヨーロッパ社を設立。
  - 10月 - 世界中のビデオ方式を変換、録再できるデジタルコンバーターとワールドワイドチューナーを搭載したビデオデッキ「HV-MX100」を発売。
  - 11月 - アイワ初のスカイパーフェクTV!受信用CSデジタル放送受信セット「SU-CS1SET」を発売。
- 1999年（平成11年）
  - 2月 - タイにアイワ・タイ開設。
  - 8月 - マレーシアにアイワIPC開設。世界最小・最軽量・最長時間再生を実現したポータブルMDプレーヤー「AM-HX50」を発売。
  - 12月 - 通商産業省より貿易貢献企業表彰を受ける。日本、米国、英国でミニコンポシェアトップとなる。
- 2000年（平成12年）
  - 4月 - ポーランドにアイワポーランド開設。
  - 6月 - カセットボーイ20周年記念モデル「HS-JXM2000」を発売。
  - 半導体の供給不足と他社との価格競争により、160億円余の赤字発生。
- 2001年（平成13年）
  - 4月 - 高密度実装技術、低消費電力化により世界最小・最軽量・最長時間再生を実現したポータブルMDプレーヤー「AM-HX100」を発売。アイワ秋田株式会社（従業員約100名）を閉鎖。
  - 8月 - ポローニア（従業員約70名）を閉鎖。
  - 9月 - アイワ花泉（従業員約70名）を閉鎖。
  - 11月 - 世界初、再生開始約0.6秒を実現したマッハスタート、世界最長165時間連続再生を実現したポータブルMDプレーヤー「AM-HX400」を発売。(生産は十和田オーディオ、下位モデルAM-HX300も含む)
  - 資本増強目的の株主割当増資を実施するも、株価が半減し、1/7が失権。ソニーが第三者割当増資を実施し、持ち株比率が50.6%から61.4%に上昇。
- 2002年（平成14年）
  - 2月28日 - 株式交換によりソニーの完全子会社となることを発表[15]。
  - 3月 - アイワ岩手（従業員約480名）を閉鎖。
  - 4月15日 - 本社社屋・土地の売却契約を締結。
  - 9月25日 - 上場廃止（前日終値244円）。
  - 10月1日 - 株式交換により、ソニーの完全子会社[16]となる。
  - 10月21日 - 東京都台東区池之端の本社ビルを売却（現在は日本電設工業が所有）。
  - 12月1日 - ソニー[17]と合併。12月2日付でに登記し、法人のアイワ株式会社は解散。ソニーのブランドとなる。
- 2003年（平成15年）1月8日 - 「AIWA」を図案化した新ロゴを発表[18]。
- 2005年（平成17年）1月21日 - 新製品の開発終了。
- 2008年（平成20年）5月14日 - ブランド終息発表。新ロゴはわずか5年で終了した。

### アイワ（2代目）
- 2017年（平成29年）
  - 4月11日 - アイワの商標を取得した十和田オーディオが新たにアイワ株式会社を設立[19]。同時に「aiwa」ロゴが復活。
  - 11月21日 - 角田無線電機がアイワ・ジャパンマーケティング株式会社設立。
  - 12月6日 - アイワ・ジャパンマーケティングより映像・オーディオ機器販売開始。
- 2018年（平成30年）
  - 1月17日 - アイワ・ジャパンマーケティングより液晶テレビ販売開始。
- 2019年（令和元年）
  - 12月までにCDラジオデジタルレコーダーとCDラジオカセットレコーダーを合わせて、新型4機種5機体を発表。
  - 7月11日 - 4スピーカー搭載のCDラジオデジタルレコーダー「CR-BUE50」、CDラジオカセットレコーダー「CSD-MV20B」2機種を発売。
- 2020年（令和2年）
  - 3月23日 - 角田無線電機系列のアイワ・ジャパンマーケティング株式会社が、アイワジャパン株式会社に社名変更。
  - 3月27日 - 十和田オーディオ系列のアイワ株式会社より新体感サウンドギア「ButterflyAudio」が、クラウドファンディングmakuakeプロダクトで、目標金額￥1,000,000-を達成する。「ButterflyAudio」は、これまでにない特徴的な形状のネックバンド型スピーカ。新ジャンルへの挑戦によるaiwa復活の狼煙をあげるべく開発された。
  - 6月25日 - 「ButterflyAudio」が目標金額1,000,000円に対し、2,412%の達成率となる「総額24,125,706円」を集め大成功をおさめる。makuakeに商品企画力と新生アイワに期待するコメントが多数寄せられている。
  - 8月19日 - レコードプレーヤー型FMラジオ付Bluetoothスピーカー「SB-LFS30」を発売。
  - 9月8日 - 日本の十和田オーディオ系列のアイワ株式会社と、アメリカのAiwa Corporationの経営統合を発表[14]。
  - 10月30日 - ラジオカセットレコーダー「TR-A30」、アナログポケットラジオ「AR-AP35」2機種を発売。
  - 11月24日 -  十和田オーディオ系列のアイワ株式会社の事業所を東京都北区赤羽へ移転[20]。
- 2022年（令和4年）
  - 6月29日 - JNSホールディングス（現・テクミラホールディングス）子会社のJENESISにデジタル分野の商標利用権を付与。今後同社から、「aiwa デジタル」シリーズとしてタブレットや2in1パソコン等を発売予定[21]。
- 2023年（令和5年）
  - 4月26日 - 角田無線電機系列のアイワジャパン株式会社が同グループの株式会社KINUJO JAPANに吸収合併され「株式会社KINUJO JAPAN」へ[22][12]。その後、同年内に商品展開を終了した。
  - 6月14日 - JNSホールディングス（現・テクミラホールディングス）子会社のJENESISと十和田オーディオ系列のアイワ株式会社と共同でアイワマーケティングジャパン株式会社を設立。aiwaデジタルの企画販売機能を移管するとともに、デジタルのみならずあらゆる分野において、自社事業としてaiwa製品の展開していくことを表明。
- 2024年（令和6年）
  - 1月1日 - アイワマーケティングジャパン株式会社が十和田オーディオ系列のアイワ株式会社からオーディオ・ビジュアル（AV）製品のライセンスを取得。[23]
  - 8月1日 - アイワマーケティングジャパン株式会社として初のオーディオ製品「aiwa audio -G シリーズ」8機種を発表。同日、株式会社とうしょう がアイワマーケティングジャパンから公式ライセンスを受け、本シリーズのうち2機種（RCP2,RCP3）の開発と同社製品サポートを担当。[2]
  - 11月25日 - アイワマーケティングジャパン株式会社の本社を、親会社JENESIS株式会社と同住所（東京都千代田区神田司町）へ移転[24]

## 商品

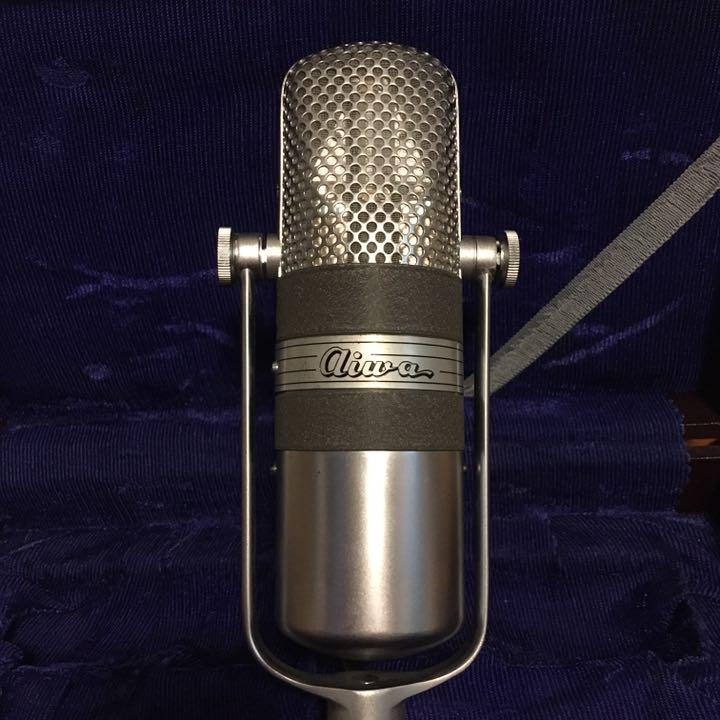
VM-15（ベロシティマイク）　1957年頃

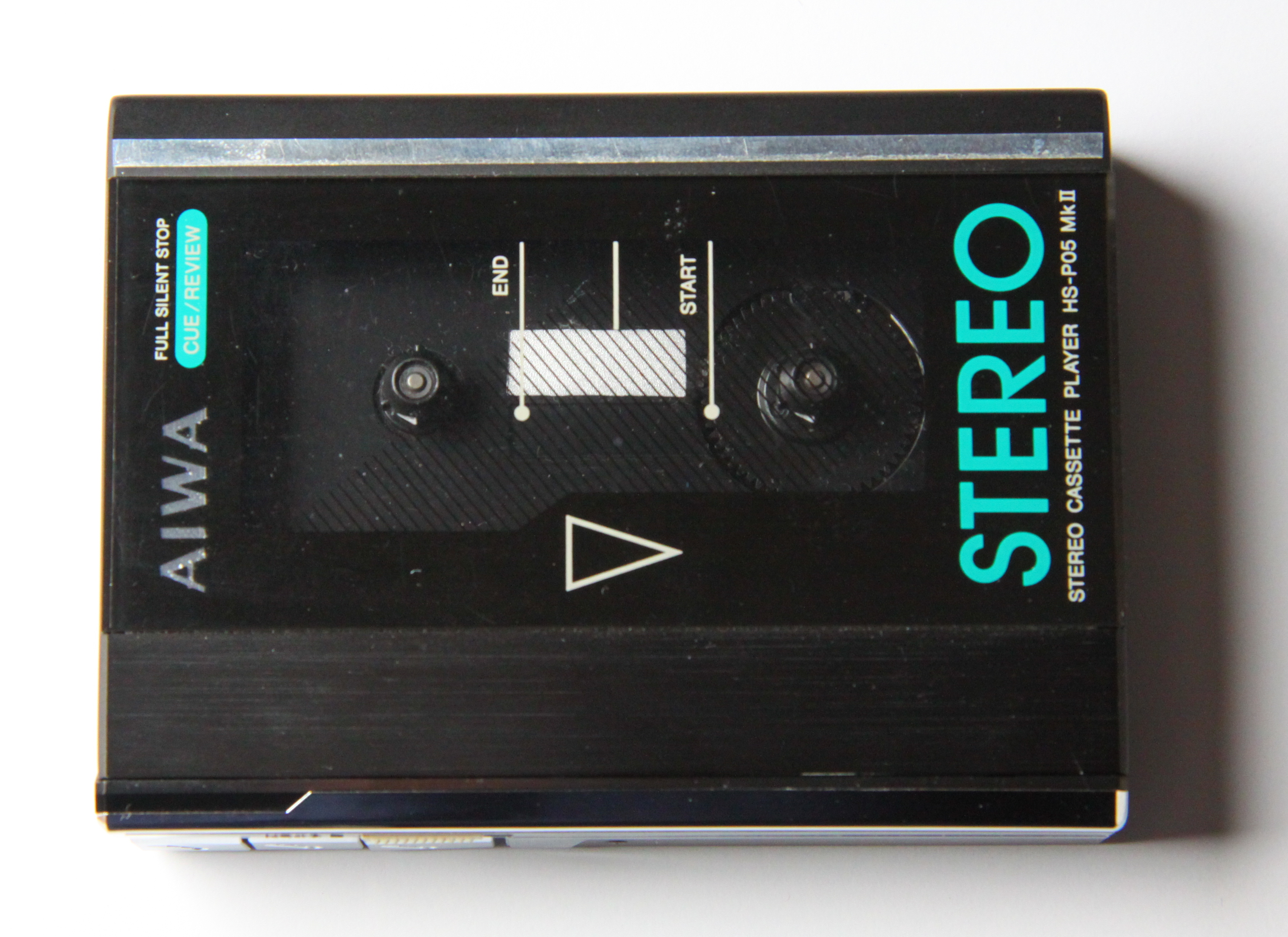
HS-P05MkII（海外版ヘッドホンステレオ）
1991年まで使用された旧ロゴが付されている

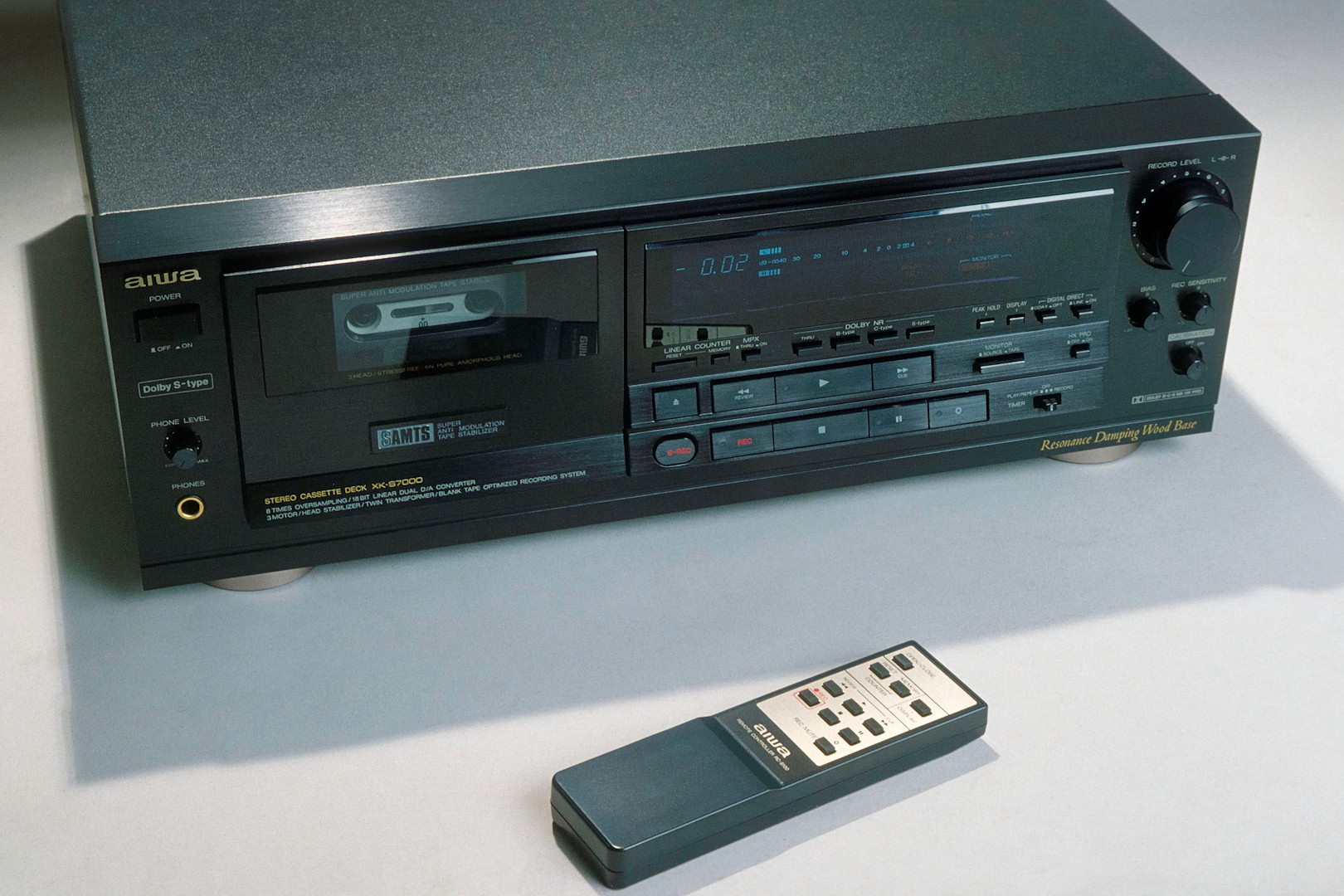
XK-S7000（カセットデッキ） 1991年発売

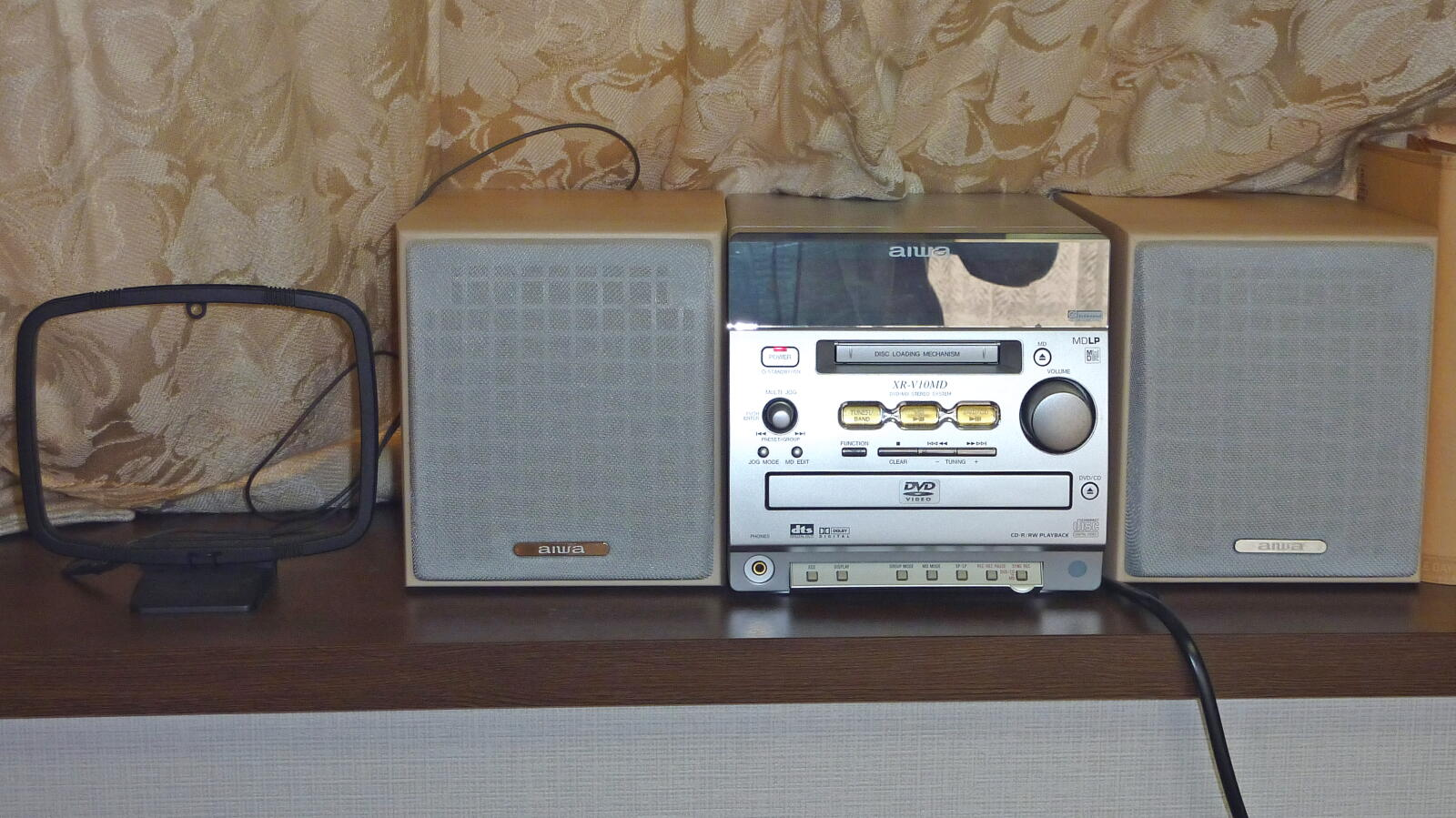
XR-V10MD（DVDミニコンポ）

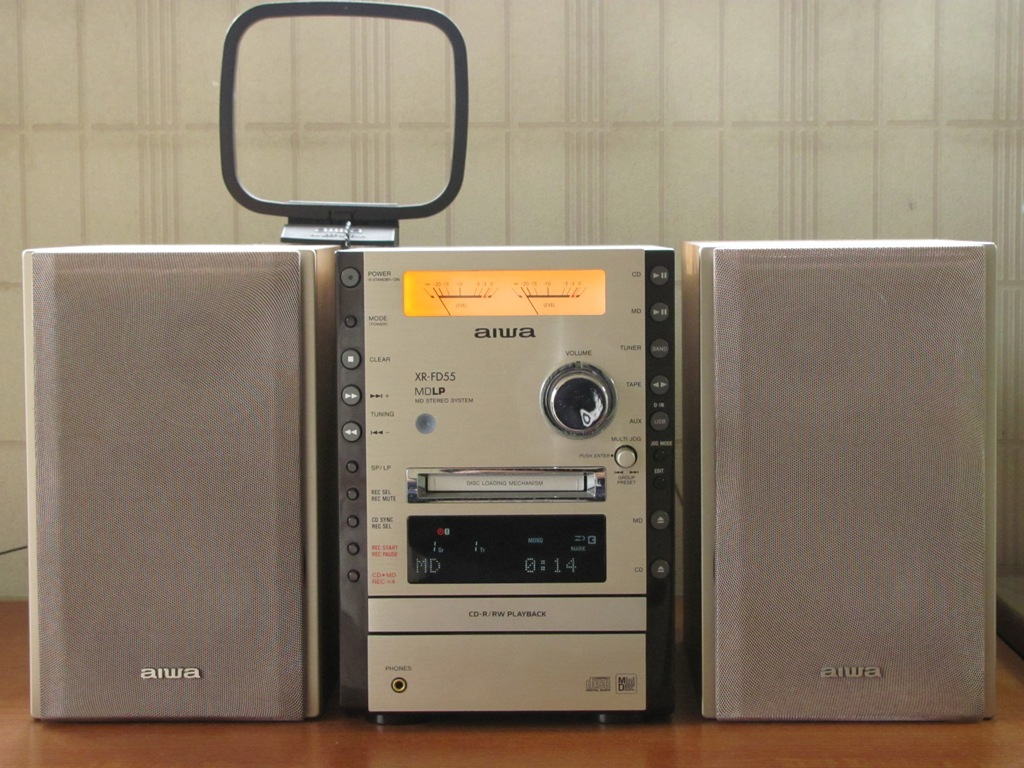
XR-FD55（MDミニコンポ）

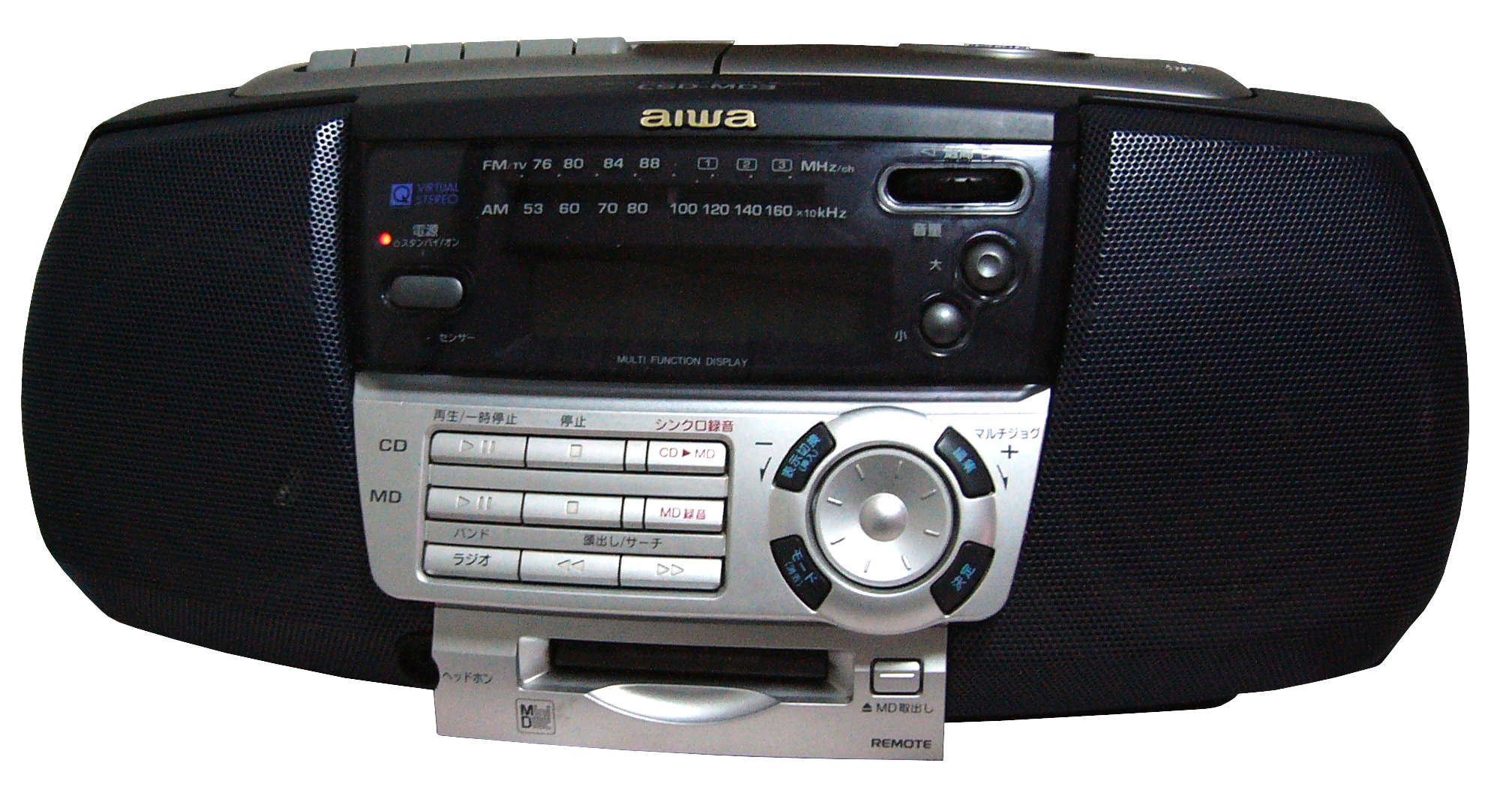
CSD-MD3（MDシステム）

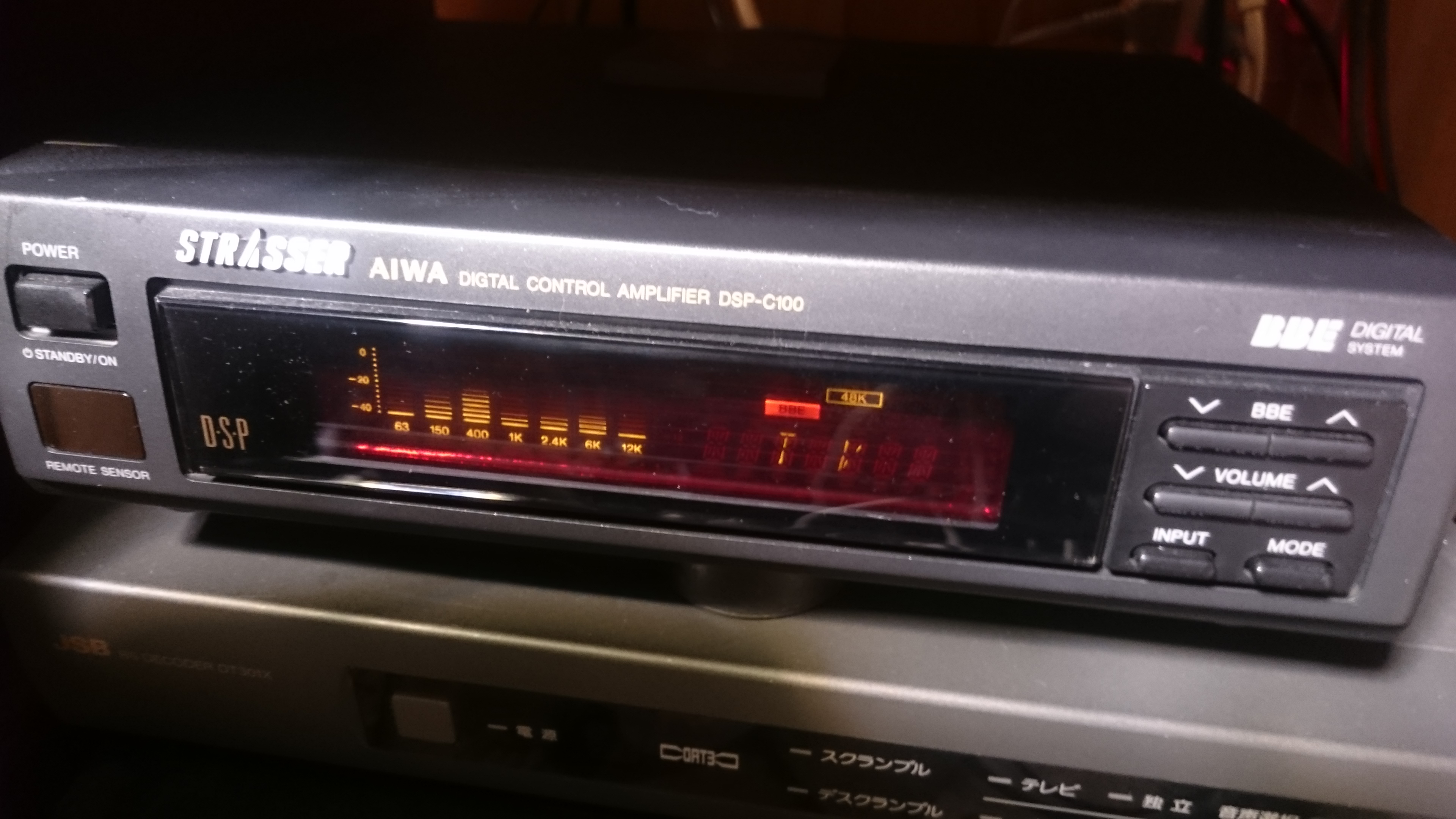
DSP-C100（デジタルコントロールアンプ）

### AV機器

#### オーディオ系
- テープレコーダー（コンパクトカセットの他、オープンリールは2号リールの超小型機やステレオスピーカー内蔵機などを発売）
- カセットデッキ（一時期、EXCELIAブランドとして発売された時期（1987年 - 1990年）もあったが最終機種はaiwaブランドに回帰）
- DATデッキ（フルサイズはEXCELIAブランド、ミニコンポサイズはSTRASSERブランド）
- CDチェンジャー（100連奏ＣＤチェンジャーDX-C100M）
- レコードプレーヤー
- AVアンプ
- デジタルコントロールアンプ
- スピーカー
- アクティブスピーカー
- ミニコンポ
- ラジオカセット/CDラジオカセット
- ポータブルオーディオ（CD・カセットテープ・MD）
- ポータブルDAT（録音・再生）
- デジタルオーディオプレーヤー（MP3プレーヤー、MM-FX500はPCを介さずアナログ接続で音声データを記録できる「MP3エンコーダ」を世界で初めて採用。アイワブランドの XDM-S710BTなどは当時としては珍しいBluetooth搭載）
- ラジオ
- ヘッドホン
- マイクロホン
- カーオーディオ（安価な1DINカセットチューナーなどを発売）

#### 映像系
- ブラウン管テレビ受像機
- テレビデオ - ワンチューナー機種のラインナップが豊富だった。
- ビデオデッキ - 国内メーカーでは非常に珍しいワールドワイド対応ビデオデッキ (HV-MX100) もラインナップされた。
- 液晶テレビ (LT-15N1/LT-DV15/LT-20N1)
- BSチューナー
- スカパー!/ケーブルテレビチューナー（アンテナ含む）
- VHDプレーヤー - シャープからのOEM調達品）
- レーザーディスクプレーヤー (LV-X310) - 製造国が大韓民国であることからOEM調達品となる。
- DVDプレーヤー
- デジタルカメラ（ICレコーダー内蔵Eye Recorder IC-DP200、アイワブランドAZ-C7）
- 8ミリビデオカメラ - 初号機CV-50は、当時録画専用機だったソニーCCD-M8の部品共用モデルで外付再生ユニットを装着可能にし録再仕様とした。このCV-50のOEM先仕様モデルがタムロンから「TAMRON CX-7」として販売された。2号機のCV-80はソニーCCD-V8AF兄弟機である。
- CDラジカセ一体型ゲーム機（CSD-GM1） - メガドライブ・メガCD互換機
- CD-Gプレーヤー - XP-80G/DX-390MG

### AV機器以外
- ホームベーカリー「パン工場」 - 船井電機「らくらくパンだ」のOEM品。
- 簡易温水洗浄便座「アクアレット」
- 空気清浄機
- パーソナルコンピュータ「infortainment」
- モデム
- ISDNターミナルアダプタ
- TNC
- RAID
- テープドライブ
- データレコーダ - MSX等、各社から多くのパソコンが販売され、ゲーム、プログラムの記録媒体として安価なカセットテープが利用できるデータレコーダが重宝された。アイワ製「DR-20」は親会社ソニーにも「SDC-600」としてOEM供給された。
- CD-ROMドライブ
- マルチメディアスピーカー
- 電話機
- PHS電話機
- USBメモリ（Pavit（パビ））

など。

## 提供番組
すべて、旧アイワ時代においてスポンサードしたもの。
- AIWA サタデーアドベンチャー（エフエム東京・JFN系列ネット）
- 松任谷由実 サウンドアドベンチャー（エフエム東京・JFN） - 初期のみ